# Église Saint-Jean-Apôtre des Chaldéens d'Arnouville
L'église Saint-Jean-Apôtre des Chaldéens d'Arnouville (ou plus précisément église Saint-Jean-Apôtre des assyro-Chaldéens d'Arnouville) est une église ouverte au culte en 2016 appartenant à l'Église catholique chaldéenne. Elle est située à Arnouville, dans le département français du Val-d'Oise. 

## Présentation
Elle est inaugurée le 6 mars 2016 en présence de Louis Sako, patriarche des assyro-chaldéens, André Vingt-Trois, archevêque de Paris et de l’évêque de Pontoise Stanislas Lalanne,. Elle est située rue Jean-Jaurès, face à la gare de Villiers-le-Bel - Gonesse - Arnouville du RER D.
Conformément à sa liturgie, le rite s'y accomplit en araméen.
L’étage destiné au culte, abrite la partie église avec 500 places et la sacristie sur 571 m2. Dans le respect des traditions de l’Église et de la symbolique, le chœur est tourné vers l’Orient. Le rez-de-jardin en contrebas est destiné aux activités et rencontres de la communauté, avec six salles pour les enseignements, une bibliothèque, une grande salle polyvalente et sa cuisine, deux bureaux, des locaux techniques et une partie du presbytère.
La première pierre est bénie et posée le 1er décembre 2012 par le cardinal André Vingt-Trois. D'un coût estimé à 6 550 000 €, dont 850 000 € pour le terrain, le chantier qui a bénéficié d'une aide d'un million d'euros de l'Œuvre des Chantiers du Cardinal, était rendu nécessaire par la saturation de l'église Saint-Thomas-Apôtre à Sarcelles, consacrée en 2004, par la très active communauté locale,.